# Eremobothynus
Eremobothynus är ett släkte av skalbaggar. Eremobothynus ingår i familjen Dynastidae.
Kladogram enligt Catalogue of Life:
| Eremobothynus | \| \| Eremobothynus bicuspis \| \| \| \| \| \| Eremobothynus cornutus \| \| \| \| \| \| Eremobothynus hirsutus \| \| \| \| |
|               | \| \| Eremobothynus bicuspis \| \| \| \| \| \| Eremobothynus cornutus \| \| \| \| \| \| Eremobothynus hirsutus \| \| \| \| |
|               | Eremobothynus bicuspis |
|               | |
|               | Eremobothynus cornutus |
|               | |
|               | Eremobothynus hirsutus |
|               | |